# Daji, Fujian
Daji (kinesiska: 大济) är en köping i sydöstra Kina. Den ligger i Xianyou härad i staden Putian i provinsen Fujian, omkring 100 kilometer sydväst om provinshuvudstaden Fuzhou. Antalet invånare är 61 537. Befolkningen består av 30 504 kvinnor och 31 033 män. Barn under 15 år utgör 20,0 %, vuxna 15-64 år 69 %, och äldre över 65 år 10,0 %.